# Il ritorno dei Titani
Il ritorno dei Titani (Inhumanoids) è una serie televisiva d'animazione e il nome di una proprietà di giocattoli Hasbro, entrambi rilasciati nel 1986. Nella tradizione di altre proprietà di Hasbro come Transformers e G.I. Joe, la serie è stata prodotta da Sunbow Entertainment e Marvel Productions e animato in Giappone da Toei Animation, composta da una sola stagione per 13 episodi.

## Trama
Durante uno scavo riemerge un quarzo contenente un dinosauro. Questo evento fa risvegliare un enorme mostro plantiforme di nome Tendril, che libera il “dinosauro” e lo mostra per quello che è: una malvagia creatura putrescente di nome Decompose. Insieme, i due liberano dal centro della terra un terzo abominio, il loro signore Metlar, un gigantesco demone malvagio, crudele e spietato che vuole riconquistare la Terra annientando l'intera umanità. I tre mostri erano stati imprigionati secoli prima da alcuni esseri inquietanti, gli uomini roccia e gli uomini radice, ma gli esseri umani ne avevano perso la memoria. Fortunatamente alcuni scienziati avevano sospettato qualcosa ed hanno preparato una squadra speciale, gli Earth Corps, guidati dal geologo Herc Armstrong, per arginare i danni causati dal risveglio dei mostri. Gli altri membri sono il dottor Derek "Digger" Bright, Ed "Auger" Augutter e Jonathan "Liquidator" Slattery.

## Doppiaggio

### Doppiatori originali
- Michael Bell
- William Callaway
- Ed Gilbert
- Chris Latta
- Neil Ross
- Richard Sanders
- Susan Silo

### Doppiatori italiani
- Vittorio Amandola: Metlar

## Lista episodi
| nº | Titolo inglese                   | Titolo italiano            | Prima Tv USA      | Prima Tv Italia |
| -- | -------------------------------- | -------------------------- | ----------------- | --------------- |
| 1  | The Evil That Lies Within, Day 1 | S.O.S. in trappola         | 21 settembre 1986 |                 |
| 2  | The Evil That Lies Within, Day 2 | Metlar il tiranno          | 28 settembre 1986 |                 |
| 3  | The Evil That Lies Within, Day 3 | La grande alleanza         | 5 ottobre 1986    |                 |
| 4  | The Evil That Lies Within, Day 4 | Le statue guerriere        | 12 ottobre 1986   |                 |
| 5  | The Evil That Lies Within, Day 5 | La trappola                | 19 ottobre 1986   |                 |
| 6  | Cypheroid                        | Il ritorno (prima parte)   | 26 ottobre 1986   |                 |
| 7  | The Surma Plan                   | Il ritorno (seconda parte) | 2 novembre 1986   |                 |
| 8  | Cult of Darkness                 | Una cattedrale             | 9 novembre 1986   |                 |
| 9  | Negative Polarity                | Polarità negativa          | 16 novembre 1986  |                 |
| 10 | The Evil Eye                     | Il ciclope                 | 23 novembre 1986  |                 |
| 11 | Primal Passions                  | Passioni primordiali       | 30 novembre 1986  |                 |
| 12 | The Masterson Team               | La squadra                 | 7 dicembre 1986   |                 |
| 13 | Auger...for President?           | Una dura battaglia         | 14 dicembre 1986  |                 |

## Curiosità
La serie Inhumanoids non è iniziata come un cartone convenzionale da 22 minuti, ma piuttosto come una serie di cortometraggi da sei a sette minuti trasmessi come parte del collettivo di mezz'ora della Super Sunday insieme ad altre serie Marvel / Sunbow: Jem e le Holograms, Bigfoot and the Muscle Machines e Robotix. Sebbene Bigfoot avesse solo 9 episodi, le altre serie sono state pubblicate in 15 episodi, raccontando una storia completa attraverso le loro numerose puntate, che sono stati successivamente montati insieme per formare un "film" che sono stati pubblicati in video. Tra i quattro, Jem si è dimostrato il più popolare, e alla fine è stato trasformato in una serie ininterrotta che è durata per 65 episodi.